# 雑破業
雑破 業（ざっぱ ごう、1970年 - ）は、日本のジュブナイルポルノ作家、小説家、漫画原作者、脚本家。男性。大阪府出身。

## 概要
『漫画ホットミルク』の文章投稿者を経て、関西大学在学中の1992年に『アリスの城』（白夜書房）で小説家デビュー。翌1993年に初単行本『ゆんゆん☆パラダイス』（フランス書院ナポレオン文庫）を刊行し、人気を博す。現在の「ジュブナイルポルノ」というジャンルの開拓者の一人。
キャリア初期はナポレオン文庫でいくつかの作品を発表していたが、最初から作品の方向性などを巡って編集部と折り合いがつかず、全作品を辰巳出版ネオノベルズから再刊行した。
その後はジュブナイルポルノの執筆から離れ、ライトノベル、ゲームやアニメなどのノベライズ執筆や漫画原作者として活躍。
現在はアニメの脚本・シリーズ構成を主な仕事としている。美少女が多く登場するタイプの漫画やライトノベルを得意としているが、近年は一般的な少年漫画作品のテレビアニメ化を担当することも多い。

## 作品リスト

### ジュブナイルポルノ小説
- ゆんゆん☆パラダイス 前・後編 （フランス書院ナポレオン文庫→辰巳出版ネオノベルズ）
挿絵・みむだ良雑（ナポレオン文庫版）、 NeWMeN（ネオノベルズ版）
1995年にOVA化。ナポレオン文庫時代のアニメ化のため、キャラクターはみむだ良雑のデザインが元となっている。そのため(キャラクターの頭身が低く少女、少年らし過ぎるため)ビデ倫の不許可を避けるために、一部キャラクターデザインを変更している。なお、原作同様前・後編の二巻構成にする予定だったが、後編本編の一部内容がビデ倫の倫理的規制を躱すことが不可能で、後編の映像化自体を断念せざるを得なくなり、単巻としてリリースされた。
元々単巻の構想で執筆されたが、担当編集者の独断に近い意向を雑破が飲まざるを得ず、二巻構成となった。前編のセックスシーンも、雑破は官能小説的なハードな描写にするつもりだったが、フランス書院は中〜高校生の童貞男子をメインターゲットに考えていたため、初期構想よりかなりライトなセックス描写となっていた。後編序盤の前編より明らかにハードなセックス描写に、前編の不満が現れている。そういった担当編集者及びフランス書院への遺恨、雑破自身の反抗心からか、後編中盤の暴力的、猟奇的な程の過激な性的描写やシリアスさ、そこから打って変わっての特撮ドラマのパロディ風のシュールかつスラップスティック的展開からの強引と言えるほどのハッピーエンドと、意図的に落ち着きの無い、読者にはっきりと「自暴自棄」とわかるような奇抜な展開になっている。そのような、編集者との不和から生まれた後編中盤〜後半の展開が逆に読者に受け、続編の刊行が決定した。
- 少年注意報! 前･後編 （フランス書院ナポレオン文庫→辰巳出版ネオノベルズ）
挿絵・みむだ良雑（ナポレオン文庫版）、 NeWMeN（ネオノベルズ版）
『ゆんゆん☆パラダイス』の続編。当時珍しかったショタコンやボーイズラブ的な要素を取り込んでいる。前作同様、後編中盤〜終盤にはややシリアスかつエロティックな展開がある。
- ときめきLesson （フランス書院ナポレオン文庫→辰巳出版ネオノベルズ）
挿絵・佐野タカシ
- おませでゴメン! （フランス書院ナポレオン文庫→辰巳出版ネオノベルズ）
挿絵・水無月十三
高校一年生のゲーム好きの男の子が小学五年生と思われる少女・トモとゲームセンターで知り合い、やがて性の体験を深めていく。そして、トモの初潮と転校による別れが訪れた際に二人は初めて結ばれる。
- 彼女が髪を切った理由（ワケ） 前・後編 （辰巳出版ネオノベルズ）
挿絵・佐野タカシ
ネオノベルズ移籍後の第1作。
- シンデレラ狂想曲（ラプソディー） （辰巳出版ネオノベルズ）
挿絵・ひぢりれい
- Child play ―委員長の秘められた欲望 （辰巳出版ネオノベルズ）
挿絵・水無月十三
- Chain （辰巳出版ネオノベルズ）
挿絵・鬼窪浩久
- エロボン erotic bomb I・II （ケイエスエスノベルズ）
挿絵・A10 - 初出タイトル：『うぇるかむ!』、初出挿絵：百済内創、初出雑誌：コアマガジン『漫画ホットミルク』、『メガキューブ』
- 家庭教師 Secret lesson （ケイエスエスノベルズ）
挿絵・A10 - 初出挿絵：MEE、初出雑誌：富士美出版『キャンディータイム』
1999年の秋から連載されたが、ネオノベルズ休刊に伴い、ケイエスエスノベルズからの刊行となった。
- だいすき! 前・後編 （コアマガジン HOT MILK NOVELS）
挿絵・佐野タカシ
HOT MILK NOVELSは2000年に刊行されたこの2冊だけで、実質、雑破業専用レーベルだった。

### 一般向け小説
- 蓬萊学園シリーズ（富士見書房、富士見ファンタジア文庫、ノベライズ）
  - 恋愛編：パーフェクト・ラブレター（1996年3月）中「トキメキ以上、恋人未満」
  - 部活編：騎馬っていこう！（1996年9月）中「騎馬っていこう！」
  - 転校編：香住の中の十万人（1997年9月）中「ふわふわしっぽ」
- なばかり少年探偵団 （富士見書房、富士見ミステリー文庫）
  - さくらの季節（2001年2月）
  - 雨のちカゼ（2001年11月）
  - 消えた短冊（2003年3月）
- ポチっとな（富士見書房、ドラゴンマガジン増刊 ファンタジアバトルロイヤル 2002 AUTUMN） - 挿絵：猫月戒時
- おねがい☆ティーチャー （アスキー・メディアワークス電撃文庫、ノベライズ、2003年3月）英訳版あり
- おねがい☆ツインズ（アスキー・メディアワークス電撃文庫、ノベライズ）英訳版あり
  1. 一人と二人（2003年11月）
  2. 二人と一人（2004年5月）
- マウス the novel （富士見書房、ノベライズ、原作：あかほりさとる、2003年1月）
- ちょこッとSister　〜Four Seasons〜（メディアファクトリー、MF文庫J、2006年6月）
- 萌える参考書シリーズ　もえっと。[ダイエット編]（もえっと製作委員会：編、エンターブレイン、2006年12月）

### コミック

#### 連載
- SECRET PLOT（作画：NeWMeN ※英・仏訳版あり。連載時は編集部非公認で無署名だったが、実質的な商業デビュー作。
- ちょこッとSister（作画：竹内桜。テレビアニメでもシリーズ構成・脚本を担当）
- ツイてるカノジョ（作画：藤真拓哉）
- 魔法使いのたまごたち（作画：石川マサキ）
- どみなのド!（作画：目黒三吉）
- やまンこ！（作画：井冬良）
- SECRET JOURNEY（作画：ぽ〜じゅ）

#### 読み切り
- Junky Teacher（作画：NeWMeN、コミックビー太郎 Vol.1、茜新社、1994年）
- 迷惑な女（作画：川本貴裕、ヤングアニマル増刊 楽園 Vol.1、白泉社、1997年）
- きっと、思い出す夏（作画：川本貴裕、ヤングアニマル No.15、白泉社、1997年）
- WILD JAM（作画：NeWMeN、快楽天 星組 Vol.7、ワニマガジン、1999年）
- 精液便所（作画：NeWMeN、快楽天 星組 Vol.10、ワニマガジン、2000年）
- 麗脚奴隷（作画：NeWMeN、快楽天 星組 Vol.11、ワニマガジン、2000年）
- 封淫（作画：NeWMeN、快楽天 星組 Vol.12、ワニマガジン、2000年）
- 奴隷女教師（作画：NeWMeN、ZetuMan 11月号、笠倉出版社、2000年）
- 退魔委員レキ（作画：亜桜まる、ヤングアニマル嵐 Vol.14、白泉社、2003年）
- チョコよりも甘く、とろけるように（作画：藤真拓哉、ヤングアニマル嵐 Vol.3、白泉社、2006年）
- すいーとHoppe!（作画：藤真拓哉、ヤングアニマルあいらんど No.5、白泉社、2006年）

### アニメ
2006年
- ちょこッとSister（シリーズ構成・脚本（全話））

2007年
- Myself ; Yourself（シリーズ構成・脚本（全話））

2008年
- 恋姫†無双（シリーズ構成・脚本（全話））

2009年
- 真・恋姫†無双（シリーズ構成・脚本（全話））

2010年
- 真・恋姫†無双 〜乙女大乱〜（シリーズ構成・脚本（全話））

2011年
- 星空へ架かる橋（シリーズ構成・脚本（全話））

2012年
- 戦国コレクション（脚本）
- この中に1人、妹がいる!（シリーズ構成・脚本（全話））
- 遊☆戯☆王ZEXAL II（2012年 - 2014年、脚本）

2013年
- 絶対防衛レヴィアタン（脚本）
- 帰宅部活動記録（シリーズ構成・脚本）

2014年
- マケン姫っ!通（脚本）
- 遊☆戯☆王ARC-V（脚本）

2015年
- 探偵歌劇 ミルキィホームズ TD（脚本）
- アイドルマスター シンデレラガールズ（脚本）
- VENUS PROJECT -CLIMAX-（脚本）
- VALKYRIE DRIVE -MERMAID-（脚本）

2016年
- ネトゲの嫁は女の子じゃないと思った?（脚本）

2017年
- AKIBA'S TRIP -THE ANIMATION-（脚本）
- TRICKSTER -江戸川乱歩「少年探偵団」より-（脚本）
- エロマンガ先生（脚本）
- バトルガール ハイスクール（脚本）
- 天使の3P!（シリーズ構成・脚本）
- ブレンド・S（シリーズ構成・脚本）

2018年
- BEATLESS（シリーズ構成・脚本）
- キラッとプリ☆チャン（脚本）
- ルパン三世 PART5（脚本）

2019年
- ファイトリーグ ギア・ガジェット・ジェネレーターズ（脚本）
- ぼくたちは勉強ができない（シリーズ構成・脚本）
- 賢者の孫（脚本）
- ケンガンアシュラ（脚本）
- あひるの空（2019年 - 2020年、シリーズ構成・脚本）
- 神田川JET GIRLS（シリーズ構成・脚本）

2020年
- ネコぱら（シリーズ構成・脚本）
- はてな☆イリュージョン（脚本）
- 憂国のモリアーティ（シリーズ構成〈第1クール〉・脚本）
- D4DJ First Mix（シリーズ構成・脚本）
- トニカクカワイイ（脚本）

2021年
- 現実主義勇者の王国再建記（2021年 - 2022年、シリーズ構成（大野木寛と共同）・脚本）

2022年
- D4DJ Double Mix（シリーズ構成）
- LUPIN ZERO（2022年 - 2023年、企画協力）

2023年
- D4DJ All Mix（シリーズ構成・脚本）
- 16bitセンセーション ANOTHER LAYER（脚本）

### CD
- HCD ちょこッとSister（2004年、マリン・エンタテインメント）脚本
- ドラマCD うりポッ（2007年、フロンティアワークス）脚本
- TVアニメ『この中に一人、妹がいる!』キャラクターソング vol.1〜6（2012年、ランティス）モノローグショートドラマ脚本
- TVアニメ『この中に一人、妹がいる!』ドラマCD この夏にいくつか、思い出がある!（2012年、ランティス）脚本

### ゲーム
- コープスパーティー-THE ANTHOLOGY-サチコの恋愛遊戯♥ Hysteric Birthday 2U（PSP用、2012年8月）
- 恋姫†演武（アーケード用、2014年）

## インタビュー
- 『ゴッドハンドX 変態たちの言葉』GOD HAND、2004年12月
- 『ホットミルク』2000年9月号
- 『TVアニメ恋姫†無双ビジュアル・ガイドブック』 ジャイブ、 2008年12月
- 『オトナアニメ』Vol.25　2012年7月
- 『週刊アスキー 秋葉原限定版』2012年8月31日より配布